# سامسونگ گلکسی جی وان
سامسونگ گلکسی J1 یک گوشی هوشمند اندرویدی است که توسط شرکت سامسونگ الکترونیکس توسعه یافته است. این گوشی در ژانویه ۲۰۱۵ عرضه شد و اولین گوشی از سری گلکسی J است. این دستگاه به عنوان یک محصول مبتدی با قیمت اولیه ۱۰۰ دلار به بازار عرضه شد.

## تاریخچه
گلکسی J1 در ژانویه ۲۰۱۵ به عنوان اولین مدل از سری J معرفی شد. مدل ۳G در فوریه ۲۰۱۵ و مدل ۴G یک ماه بعد عرضه شدند. در ماه‌های بعد، سامسونگ گوشی‌های هوشمند بیشتری با نام J1 مانند J1 Ace/Ace Neo، J1 Nxt/mini و J1 mini prime روانه بازار کرد.
در ژانویه ۲۰۱۶، جانشین آن یعنی گلکسی J1 (2016) عرضه شد.

## مشخصات

### سخت‌افزار
سامسونگ گلکسی J1 در دو نسخه ۳G و ۴G عرضه شد. هر دو مدل دارای یک پردازنده ARM Cortex-A7 هستند که مدل ۳G دارای دو هسته و مدل ۴G دارای چهار هسته می‌باشد. رم مدل ۳G برابر با 512 مگابایت و رم مدل ۴G برابر با 768 مگابایت است و هر دو مدل دارای 4 گیگابایت حافظه داخلی می‌باشند. این گوشی همچنین دارای اسلات کارت microSD با پشتیبانی تا 256 گیگابایت و قابلیت پشتیبانی از دو سیم کارت است. دوربین عقب دارای رزولوشن 5 مگاپیکسل و دوربین جلو 2 مگاپیکسل است و هر دو دوربین می‌توانند ویدئو با کیفیت 720p و 30 فریم بر ثانیه ضبط کنند.

### نرم‌افزار
گلکسی J1 با سیستم‌عامل اندروید 4.4.4 "کیت‌کت" و رابط کاربری TouchWiz سامسونگ عرضه شد. مدل اصلی هرگز به اندروید لالی‌پاپ به‌روزرسانی نشد، اما یک فریمور سفارشی غیررسمی از اندروید 7.1.2 "نوقا" برای آن در XDA-Developers منتشر شد.
یک پورت غیررسمی از TWRP نیز برای این دستگاه وجود دارد.
ورایزون یک نسخه خاص از گلکسی J1 4G با برند خود عرضه کرد که با اندروید 5.0.2 "لالی‌پاپ" عرضه شد و تا سپتامبر ۲۰۱۵ به نسخه 5.1.1 قابل به‌روزرسانی بود.

## ارجاع ها
1. ↑  "Samsung Galaxy J1 - Full phone specifications". bdpriceupdate. Archived from the original on 2020-06-27. Retrieved 2020-04-04.
2. ↑  "Samsung Galaxy J1 4G - Full phone specifications". bdpriceupdate. Archived from the original on 2020-06-27. Retrieved 2020-04-04.
3. ↑  "Samsung Galaxy J1 - Full phone specifications". gsmarena. Retrieved 2020-04-04.
4. ↑  "Samsung Galaxy J1 4G - Full phone specifications". gsmarena. Retrieved 2020-04-04.
5. ↑  Rakesh (11 August 2016). "Codenames of Samsung Galaxy Devices". DroidViews. Retrieved 2 January 2018.
6. ↑  "Hearing Aid Compatible Phones Status". AirVoiceWireless. Retrieved 3 January 2018.
7. ↑  «Samsung Galaxy J1 (2016) - BdPriceUpdate.com: Largest Price Specification Site in Bangladesh». web.archive.org. ۲۰۲۰-۰۶-۲۷. بایگانی‌شده از اصلی در ۲۷ ژوئن ۲۰۲۰. دریافت‌شده در ۲۰۲۴-۰۷-۱۴.
8. ↑  "Samsung Galaxy J1 - Price in India, Specifications, Comparison (15th July 2024)". Gadgets 360 (به انگلیسی). Retrieved 2024-07-14.
9. ↑  «Samsung Galaxy J1 (2016) - BdPriceUpdate.com: Largest Price Specification Site in Bangladesh». web.archive.org. ۲۰۲۰-۰۶-۲۷. بایگانی‌شده از اصلی در ۲۷ ژوئن ۲۰۲۰. دریافت‌شده در ۲۰۲۴-۰۷-۱۴.
10. ↑  «Samsung Galaxy J1 (2016) - BdPriceUpdate.com: Largest Price Specification Site in Bangladesh». web.archive.org. ۲۰۲۰-۰۶-۲۷. بایگانی‌شده از اصلی در ۲۷ ژوئن ۲۰۲۰. دریافت‌شده در ۲۰۲۴-۰۷-۱۴.
11. ↑  «Samsung Galaxy J1 (2016) - BdPriceUpdate.com: Largest Price Specification Site in Bangladesh». web.archive.org. ۲۰۲۰-۰۶-۲۷. بایگانی‌شده از اصلی در ۲۷ ژوئن ۲۰۲۰. دریافت‌شده در ۲۰۲۴-۰۷-۱۴.
12. ↑  «Galaxy J1 (Verizon) Phones - SM-J100VZBPVZW | Samsung US». Samsung Electronics America (به انگلیسی). دریافت‌شده در ۲۰۲۴-۰۷-۱۴.
13. ↑  Writer, Staff (2015-09-09). "Android 5.1.1 Lollipop to Samsung Galaxy J1 on Verizon Update Guide". Venture Capital Post (به انگلیسی). Retrieved 2024-07-14.